# 투피족

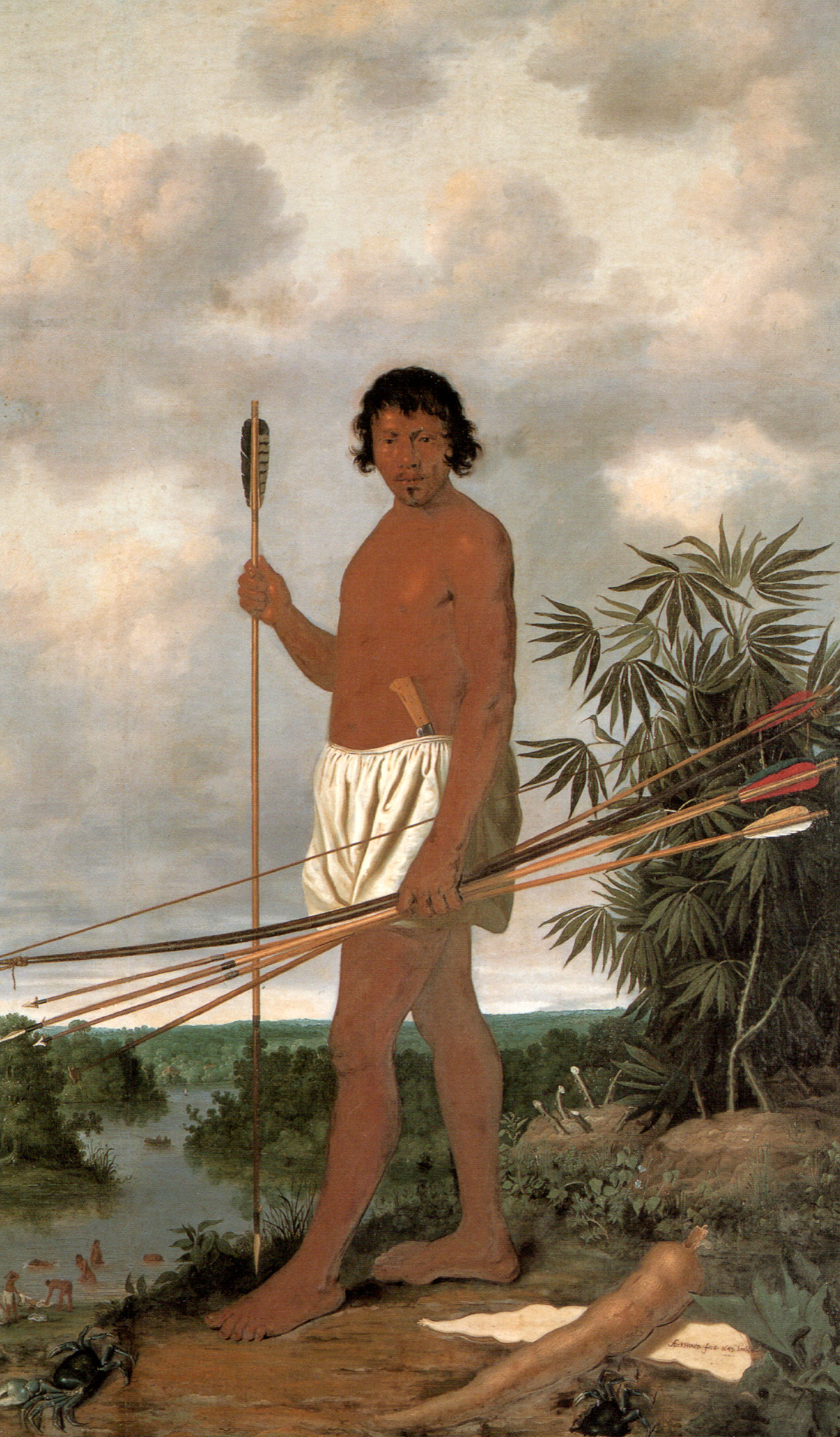
투피족 남자

투피족(Tupi)은 오늘날 브라질 영토에 해당하는 일대의 해안과 내륙 등에 분포하던 아메리카 원주민 집단으로, 식민시대 이전 브라질 지역에서 가장 큰 규모의 원주민 그룹이었다.
투피족은 고대 투피어 등 투피어족의 언어를 사용했다. 언어적으로 과라니어를 쓰는 과라니족과도 먼 친연관계임이 알려져 있다.

## 역사
유럽인들이 이 지역에 당도했을 당시 투피족의 인구는 약 1백만 명에 달했을 것으로 추정된다. 투피족은 농업 기술을 가지고 있었으며 카사바, 옥수수, 고구마, 콩을 비롯한 다양한 작물을 재배했다. 그러나 언어적으로는 유사했음에도 이들은 서로 하나의 민족이라는 의식이 없었으며, 제각각 수백에서 수천 명 정도로 이루어진 부족 단위로 뿔뿔이 흩어져 살고 있었다. 부족들은 대개 서로 적대적이었고 끊임없이 서로 전쟁을 했는데, 적을 사로잡아 식인 의식을 치르는 풍습이 있었다.
식민화가 진행되면서 유럽인들은 이들에게 기독교를 전파하고 유럽식 생활로 동화시키기 위해 투피족을 위한 정착지들을 지어주었다. 한편으로 수출품을 재배하고 운송하기 위해 필요로 하던 노동인력에 이들이 유용하게 여겨졌으며, 곧 투피족들은 유럽인들의 농장에서 노예 노동을 하기 시작했다. 여기에 유럽에서 들어온 치명적인 전염병이 신대륙 전역을 덮치자, 일부 고립된 집단을 제외한 대부분의 투피족 원주민 공동체가 소멸하고 많은 이들이 유럽 세력에 동화되었다. 또한 투피족은 브라질에서 유럽인과 접촉한 거의 최초의 민족들이었고 포르투갈에서 온 정착민들은 여성을 거의 데려오지 않았으므로, 식민화 과정에서 유럽인 남성은 여러 명, 많게는 수십명에 달하는 투피족 현지처를 취하여 수많은 혼혈인 후손을 남겼다. 오늘날에는 작은 원주민 보호구역에 남아있는 소수 인구만이 전통을 이어나가고 있으며, 나머지는 민족으로서는 사라졌고 다만 브라질의 혼혈인(Pardo) 집단에 혈통적 영향을 남겼다.

## 같이 보기
- 과라니족
- 투피어족